# José Nasazzi
José Nasazzi Yarza (Montevideo, 24 de marzo de 1901-Montevideo, 17 de junio de 1968) fue un futbolista uruguayo que lideró la Selección de Uruguay a las conquistas de las medallas de oro en los Juegos Olímpicos de 1924 y 1928  y el Mundial de fútbol celebrada en su país en 1930. Es considerado uno de los mejores defensas hispanoamericanos de todos los tiempos y el mejor del fútbol uruguayo.
Nasazzi se caracterizó por ser un defensor fuerte, veloz, de gran recuperación, excelente ubicación, perfecto en el juego de alto y de bajo. No era un zaguero técnico. Se destacaba por su gran personalidad, por su innata condición de mando, por su coraje, por el gran ascendiente sobre sus compañeros. Fue “patrón”, caudillo y conductor.
El club de sus amores en el cual más tiempo permaneció fue el Club Atlético Bella Vista, la misma institución que bautizó en su memoria al Estadio José Nasazzi. Con Bella Vista realizó la denominada segunda gira internacional más extensa de un club uruguayo. Nasazzi junto a Bella Vista partió en 1930 para recorrer todo el continente americano volviendo a su país un año más tarde en 1931. José Nasazzi fue el capitán del club papal, obteniendo la gran mayoría de sus títulos internacionales en la Selección Uruguaya siendo todavía jugador del Club Atlético Bella Vista.

## Trayectoria

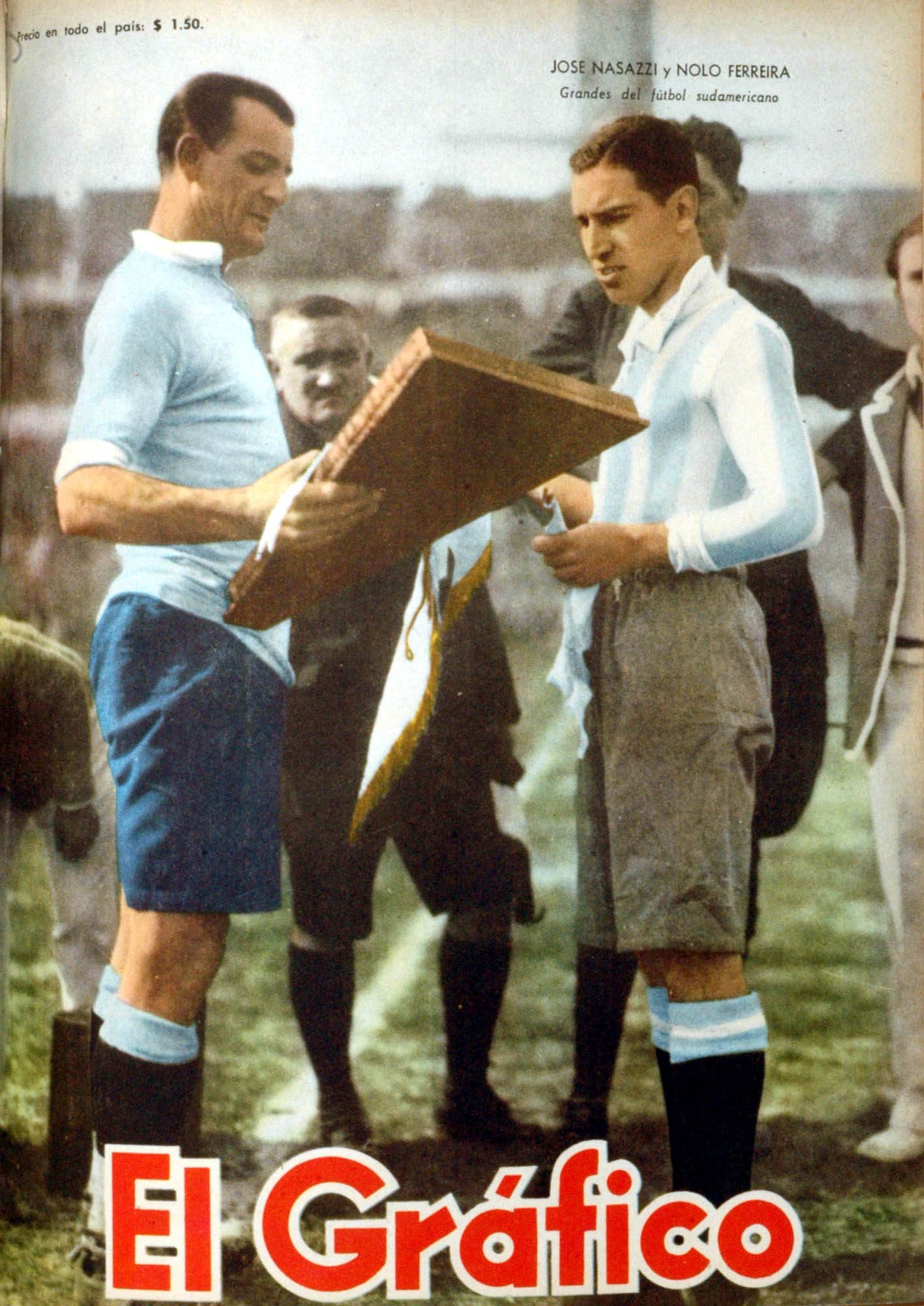
José Nasazzi y 'Nolo' Ferreira en la década del 30; foto publicada por El Gráfico en 1956.

Nasazzi es hijo de Giuseppe Nasazzi, oriundo del pueblo lombardo de Esino Lario, y María Jacinta Yarza, uruguaya hija de vascos.
Nasazzi es el futbolista más laureado de la historia de Uruguay. En su palmarés aparecen conquistas como las medallas doradas de los Juegos Olímpicos de 1924 y 1928, la Copa Mundial de Fútbol de 1930 y la Copa América de 1923, 1924, 1926 y 1935.
A nivel de clubes, Nasazzi vistió la camiseta del Lito y fundado en 1920 el club de su barrio, el Club Atlético Bella Vista, Nasazzi no duda en pedir pase. Ante la negativa del Club Lito, debe quedarse un año sin jugar en campeonatos AUF, teniendo que militar en el Roland Moor por todo 1921.En Bella Vista, en 1922 logra el ascenso a primera división, logrando grandes campañas en la máxima categoría, destacándose el vicecampeonato de 1924 y el campeonato de la serie B del Torneo "Laudo Serrato". En Nacional debutó oficialmente en 1933 y obtuvo los Campeonatos Uruguayos de 1933 y 1934. Además, siendo jugador de Bella Vista, participó de la gira europea realizada por Nacional en 1925, considerada la más exitosa de la historia del fútbol.
Nasazzi se retiró de la práctica activa del deporte en 1937. Entre los años 1942 y 1945 fue entrenador de la Selección de su país.
El Club Bella Vista lo homenajeó dándole su nombre a su estadio y su barrio le rindió honores adjudicando su nombre a una de sus calles.

## Selección nacional
Fue internacional con la selección de fútbol de Uruguay desde 1923 hasta 1936, disputando 40 encuentros. Fue capitán en las conquistas olímpicas de 1924 y 1928, así como también en la Copa Mundial de 1930.

### Participaciones en Copas del Mundo
| Mundial              | Sede    | Resultado | Partidos | Goles |
| -------------------- | ------- | --------- | -------- | ----- |
| Copa Mundial de 1930 | Uruguay | Campeón   | 4        | 0     |

### Participaciones en Juegos Olímpicos
| Juegos                | Sede      | Resultado | Partidos | Goles |
| --------------------- | --------- | --------- | -------- | ----- |
| Juegos Olímpicos 1924 | París     | Campeón   | 5        | 0     |
| Juegos Olímpicos 1928 | Ámsterdam | Campeón   | 4        | 0     |

### Participaciones en Copa América
| Copa              | Sede      | Resultado | Partidos | Goles |
| ----------------- | --------- | --------- | -------- | ----- |
| Copa América 1923 | Uruguay   | Campeón   | 3        | 0     |
| Copa América 1924 | Uruguay   | Campeón   | 3        | 0     |
| Copa América 1926 | Chile     | Campeón   | 4        | 0     |
| Copa América 1929 | Argentina | 3° puesto | 2        | 0     |
| Copa América 1935 | Perú      | Campeón   | 3        | 0     |

## Clubes
| Club        | País    | Año       |
| ----------- | ------- | --------- |
| Lito        | Uruguay | 1918-1920 |
| Roland Moor | Uruguay | 1921      |
| Bella Vista | Uruguay | 1922-1925 |
| Nacional    | Uruguay | 1925      |
| Bella Vista | Uruguay | 1926-1932 |
| Nacional    | Uruguay | 1933-1937 |

## Palmarés

### Campeonatos nacionales
| Título                   | Club        | País    | Año  |
| ------------------------ | ----------- | ------- | ---- |
| Campeonato de Intermedia | Bella Vista | Uruguay | 1922 |
| Torneo "Laudo Serrato"   | Bella Vista | Uruguay | 1926 |
| Campeonato Uruguayo      | Nacional    | Uruguay | 1933 |
| Torneo Competencia       | Nacional    | Uruguay | 1934 |
| Campeonato Uruguayo      | Nacional    | Uruguay | 1934 |
| Torneo de Honor          | Nacional    | Uruguay | 1935 |

### Campeonatos internacionales
| Título                          | Equipo (*) | Sede      | Año  |
| ------------------------------- | ---------- | --------- | ---- |
| Copa América                    | Uruguay    | Uruguay   | 1923 |
| Copa América (2)                | Uruguay    | Uruguay   | 1924 |
| Oro en los Juegos Olímpicos     | Uruguay    | Colombes  | 1924 |
| Copa América (3)                | Uruguay    | Chile     | 1926 |
| Oro en los Juegos Olímpicos (2) | Uruguay    | Ámsterdam | 1928 |
| Copa Mundial de Fútbol          | Uruguay    | Uruguay   | 1930 |
| Copa América (4)                | Uruguay    | Perú      | 1935 |

### Distinciones individuales
| Distinción                                                 | Año  |
| ---------------------------------------------------------- | ---- |
| Mejor jugador de la Copa América                           | 1923 |
| Mejor jugador de la Copa América                           | 1935 |
| 27º Mejor Jugador Sudamericano del Siglo XX según la IFFHS | 2006 |
| Miembro de la Selección Histórica de la Copa América       | 2011 |